# Hubert Wallace
Hubert Wallace   (3 de març de 1899 - 3 de juliol de 1984) va ser un regatista canadenc que va competir durant la dècada de 1930.
El 1932 va prendre part en els Jocs Olímpics de Los Angeles, on va guanyar la medalla de plata en la categoria de 8 metres del programa de vela. Wallace navegà a bord del Santa Maria junt a Ernest Cribb, Harry Jones, Peter Gordon, Ronald Maitland i George Gyles.